# Пол Хънтър
Пол Алан Хънтър (на английски: Paul Alan Hunter) е английски професионален играч на снукър. Хънтър е смятан за един от най-големите снукър таланти изобщо.
Пол Хънтър учи в Лийдс и още през детските си години, поощряван от семейството и приятелите си, той прекарва много от времето си около масата за снукър. Още на 12-годишна възраст той е отличаващ се млад талант в този спорт. Под ръководството на опитните професионалисти Джими Мичи и бившия световен шампион Джо Джонсън младежът от Лийдс прави своя дебют сред професионалистите в снукъра през юли 1995 г.
Хънтър става един от най-младите състезатели в снукъра, успявали да достигнат до първите 4-ма на турнир от световната ранкинг система, когато през 1996 г. достига до полуфинала на Откритото първенство на Уелс на 17-годишна възраст. Пол става победител в същото състезание 2 години по-късно, през 1998 г., когато на финала побеждава Джон Хигинс.
През 2001 г. Хънтър побеждава многократния световен шампион Стивън Хендри на полуфинала на Мастърса и на финала побеждава Фъргъл О'Брайън с 10 на 9 фрейма след изоставане от 7 на 3. Със същия краен резултат на финалите Хънтър печели и Мастърсите през 2002 и 2004 г. като на тези две състезания наваксва пасив от съответно 5 на 0 и 7 на 2 фрейма.
През 2002 г. Хънтър постига две победи в състезания за световната ранглиста като печели Откритото първенство на Обединеното кралство, както и за втори път Откритото първенство на Уелс. През същата година му откриват рак на тестикула, от който се смята, че той е успешно излекуван. Хънтър продължава да се придвижва напред в ранглистата като през 2003 г. за пръв път достига 8-о място, а през 2004 прави най-доброто постижение за кариерата си като е класиран на 4-то място.
През 2003 г. Хънтър записва и най-доброто си представяне на Световното първенство по снукър като достига до полуфинал, където е победен от Кен Дохърти с резултат от 17 на 16 след като преди това Пол повежда с 15 на 9 фрейма. През своята кариера Хънтър има официално записани 114 сенчъри брейка (серии от 100 или повече точки).
На 6 април 2005 г. му откриват рак на дебелото черво, но той продължава да играе и след това. До февруари 2006 г. се подлага на химиотерапия. На 26 декември, 2005 г. жената на Пол – Линдзи му ражда дъщеря, което е и първото дете на това семейство. Момичето се казва Иви Роуз.
Пол Хънтър умира на 9 октомври 2006 г. в 20:20 часа, само 5 дни преди 28-ия си рожден ден. Това предизвика огромна тъга в света на снукъра и британския спорт и у всичките му приятели, роднини и фенове.